# Daugai
Daugai est une ville située en Lituanie, à environ 20 km de Alytus au bord du lac Didžiulis.

## Démographie
En 2005, sa population était de 1 453 habitants.